# Liste des routes d'État au New Hampshire
Les routes d'État au New Hampshire sont entretenues par le New Hampshire Department of Transportation (NHDOT). Les panneaux de signalisation des routes présentent le profil du  Old Man of the Mountain.

## Liste des routes d'État
| Numéro | Longueur (mi) | Longueur (km) | Terminus sud / ouest                                         | Terminus nord / est                                              | Créée | Notes |
| ------ | ------------- | ------------- | ------------------------------------------------------------ | ---------------------------------------------------------------- | ----- | --- |
| NH 4   | 3,81          | 6,13          | NH 9 / NH 108 à Dover                                        | SR 4 à la frontière du Maine à Rollinsford                       | —     | |
| NH 9   | 109,91        | 176,88        | VT 9 à la frontière du Vermont près de Chesterfield          | SR 9 à la frontière du Maine à Somersworth                       | 1925  | |
| NH 10  | 122,48        | 197,11        | Route 10 à la frontière du Massachusetts à Winchester        | US 302 à Haverhill                                               | 1922  | |
| NH 11  | 108,22        | 174,17        | VT 11 à la frontière du Vermont à Charlestown                | US 202 / SR 11 à la frontière du Maine à Rochester               | —     | |
| NH 12  | 62,77         | 101,02        | Route 12 à la frontière du Massachusetts à Fitzwilliam       | VT 12 à la frontière du Vermont à Claremont                      | —     | |
| NH 13  | 43,37         | 69,79         | Route 13 à la frontière du Massachusetts à Brookline         | US 202 / NH 9 à Concord                                          | —     | |
| NH 16  | 154,77        | 249,08        | I-95 / US 1 Byp. / US 4 à Portsmouth                         | SR 16 à la frontière du Maine près d'Errol                       | 1926  | Les 33,26 miles (53,53 km) au sud forment un multiplex avec le Spaulding Turnpike                              |
| NH 18  | 20,12         | 32,37         | I-93 / US 3 à Franconia                                      | VT 18 à la frontière du Vermont près de Littleton                | 1922  | |
| NH 25  | 96,63         | 155,51        | VT 25 à la frontière du Vermont près de Piermont             | SR 25 à la frontière du Maine à Freedom                          | —     | |
| NH 26  | 30,85         | 49,64         | VT 26 vers VT 102 à la frontière du Vermont à Colebrook      | SR 26 à la frontière du Maine près d'Errol                       | 1925  | |
| NH 27  | 37,62         | 60,55         | US 3 / NH 28 à Hooksett                                      | NH 1A à Hampton Beach                                            | —     | |
| NH 28  | 85,41         | 137,46        | Route 28 à la frontière du Massachusetts à Salem             | NH 16 à Ossipee                                                  | —     | |
| NH 31  | 56,15         | 90,36         | Route 31 à la frontière du Massachusetts près de Greenville  | NH 10 à Goshen                                                   | —     | |
| NH 32  | 14,14         | 22,76         | Route 32 à la frontière du Massachusetts près de Winchester  | NH 12 à Keene                                                    | —     | |
| NH 33  | 9,09          | 14,63         | NH 108 à Stratham                                            | US 1 à Portsmouth                                                | 1994  | |
| NH 38  | 8,70          | 14,00         | Route 38 à la frontière du Massachusetts à Pelham            | NH 28 à Salem                                                    | —     | |
| NH 41  | 5,03          | 8,10          | NH 16 à Ossipee                                              | NH 113 à Madison                                                 | —     | |
| NH 43  | 16,42         | 26,42         | NH 101 à Candia                                              | US 4 / US 202 / NH 9 à Northwood                                 | —     | |
| NH 45  | 5,98          | 9,63          | NH 123 à Greenville                                          | NH 101 à Temple                                                  | —     | |
| NH 47  | 7,15          | 11,50         | NH 136 à Francestown                                         | US 202 / NH 31 à Bennington                                      | —     | |
| NH 49  | 11,30         | 18,18         | US 3 à Campton                                               | West Branch Road à Waterville Valley                             | —     | |
| NH 63  | 21,51         | 34,62         | Route 63 à la frontière du Massachusetts près de Hinsdale    | NH 12 à Westmoreland                                             | —     | |
| NH 75  | 5,45          | 8,78          | NH 11 à Farmington                                           | NH 125 à Milton                                                  | —     | |
| NH 77  | 17,87         | 28,77         | NH 13 / NH 136 à New Boston                                  | NH 13 à Dunbarton                                                | —     | |
| NH 78  | 3,46          | 5,56          | Route 78 à la frontière du Massachusetts près de Winchester  | NH 10 / NH 119 à Winchester                                      | —     | |
| NH 84  | 4,18          | 6,73          | NH 150 à Kensington                                          | US 1 à Hampton Falls                                             | —     | |
| NH 85  | 4,85          | 7,81          | NH 27 / NH 111A à Exeter                                     | NH 108 à Newfields                                               | —     | |
| NH 87  | 6,32          | 10,17         | NH 125 à Epping                                              | NH 85 à Hampton Falls                                            | —     | |
| NH 88  | 6,68          | 10,74         | NH 108 à Exeter                                              | US 1 à Hampton Falls                                             | —     | |
| NH 97  | 2,56          | 4,13          | NH 28 à Salem                                                | Route 97 à la frontière du Massachusetts à Salem                 | —     | |
| NH 101 | 95,19         | 153,19        | NH 9 / NH 10 / NH 12 à Keene                                 | NH 1A à Hampton Beach                                            | —     | |
| NH 102 | 23,96         | 38,55         | NH 3A / NH 111 à Hudson                                      | NH 107 à Raymond                                                 | —     | |
| NH 103 | 48,30         | 77,73         | NH 12 / NH 12A à Claremont                                   | US 202 / NH 9 à Hopkinton                                        | —     | |
| NH 104 | 23,35         | 37,58         | US 4 à Danbury                                               | US 3 à Meredith                                                  | —     | |
| NH 106 | 34,54         | 55,58         | US 3 à Pembroke                                              | US 3 à Meredith                                                  | —     | |
| NH 107 | 69,11         | 111,22        | US 1 à Seabrook                                              | US 3 à Laconia                                                   | —     | |
| NH 108 | 42,43         | 68,28         | Route 108 à la frontière du Massachusetts à Plaistow         | NH 125 / NH 202A à Rochester                                     | —     | |
| NH 109 | 41,03         | 66,03         | SR 109 à la frontière du Maine près de Wakefield             | NH 113 à Sandwich                                                | —     | |
| NH 110 | 24,86         | 40,00         | US 3 à Northumberland                                        | NH 16 à Berlin                                                   | —     | |
| NH 111 | 50,03         | 80,51         | Route 111 à la frontière du Massachusetts à Nashua           | NH 1A à North Hampton                                            | —     | |
| NH 112 | 56,39         | 90,75         | US 302 / NH 10 à Bath                                        | NH 16 / NH 113 à Conway                                          | —     | |
| NH 113 | 40,46         | 65,11         | US 3 / NH 25 à Holderness                                    | US 302 à Conway                                                  | —     | |
| SR 113 | 6,00          | 9,70          | SR 113 à Conway                                              | SR 113 à Chatham                                                 | 1937  | Conserve la désignation de route d'état du Maine. Deux segments dans le New Hampshire sans lien avec la NH 113 |
| NH 114 | 60,43         | 97,26         | NH 101 à Bedford                                             | NH 10 à Grantham                                                 | 1931  | |
| NH 115 | 9,70          | 15,61         | US 3 à Carroll                                               | US 2 à Jefferson                                                 | —     | |
| NH 116 | 48,61         | 78,22         | NH 10 à Haverhill                                            | US 2 à Jefferson                                                 | —     | |
| NH 117 | 8,10          | 13,03         | US 302 / NH 10 à Lisbon                                      | NH 18 / NH 116 à Franconia                                       | —     | |
| NH 118 | 37,00         | 59,55         | US 4 à Canaan                                                | NH 112 à Woodstock                                               | —     | |
| NH 119 | 39,91         | 64,23         | VT 119 vers US 5 / VT 142 à Brattleboro, VT                  | Route 119 à la frontière du Massachusetts près de Jaffrey        | —     | |
| NH 120 | 26,93         | 43,34         | NH 11 / NH 103 à Claremont                                   | NH 10 à Hanover                                                  | —     | |
| NH 121 | 22,56         | 36,30         | North Main Street à la frontière du Massachusetts à Atkinson | NH 28 Bypass à Manchester                                        | —     | |
| NH 122 | 12,61         | 20,30         | Hollis Street à la frontière du Massachusetts près de Hollis | NH 101 à Amherst                                                 | —     | |
| NH 123 | 63,06         | 101,48        | VT 123 vers US 5 / VT 142 à Walpole                          | Mason Road à la frontière du Massachusetts près de Greenville    | —     | |
| NH 124 | 28,08         | 45,20         | NH 101 à Marlborough                                         | Turnpike Road à la frontière du Massachusetts près de Greenville | —     | |
| NH 125 | 51,99         | 83,68         | Route 125 à la frontière du Massachusetts à Plaistow         | NH 16 / NH 153 à Wakefield                                       | —     | |
| NH 126 | 15,27         | 24,57         | NH 9 à Barrington                                            | NH 28 à Barnstead                                                | —     | |
| NH 127 | 31,64         | 50,91         | US 202 / NH 9 à Hopkinton                                    | NH 132 à Sanbornton                                              | —     | |
| NH 128 | 16,06         | 25,84         | Mammoth Road à la frontière du Massachusetts près de Hudson  | NH 28 à Londonderry                                              | —     | |
| NH 129 | 8,72          | 14,04         | South Village Road à Loudon                                  | NH 107 à Gilmanton                                               | —     | |
| NH 130 | 12,           | 20,50         | NH 13 à Brookline                                            | NH 101A à Nashua                                                 | —     | |
| NH 132 | 40,11         | 64,55         | NH 9 à Concord                                               | US 3 / NH 25 à Ashland                                           | —     | |
| NH 135 | 46,68         | 75,12         | NH 10 à Woodsville                                           | US 2 / US 3 à Lancaster                                          | —     | |
| NH 136 | 17,46         | 28,10         | US 202 / NH 123 à Peterborough                               | NH 13 / NH 77 à New Boston                                       | —     | |
| NH 137 | 16,58         | 26,69         | US 202 / NH 124 à Jaffrey                                    | US 202 à Hancock                                                 | —     | |
| NH 140 | 21,14         | 34,03         | I-93 / US 3 / NH 11 / NH 132 à Tilton                        | NH 11 / NH 28A à Alton                                           | —     | |
| NH 141 | 2,17          | 3,50          | NH 18 à Franconia                                            | US 3 à Franconia                                                 | —     | |
| NH 142 | 19,69         | 31.685        | NH 18 à Franconia                                            | NH 135 à Dalton                                                  | —     | |
| NH 145 | 13.133        | 21,14         | US 3 à Colebrook                                             | US 3 à Pittsburg                                                 | —     | |
| NH 149 | 13,76         | 22,14         | US 202 / NH 9 à Hillsborough                                 | NH 77 vers NH 114 à Weare                                        | —     | |
| NH 150 | 5,74          | 9,24          | Route 150 à la frontière du Massachusetts près de Seabrook   | NH 108 à Kensington                                              | —     | |
| NH 151 | 6,37          | 10,25         | US 1 à North Hampton                                         | NH 33 à Greenland                                                | —     | |
| NH 152 | 15,45         | 24,86         | US 4 à Northwood                                             | NH 108 à Newmarket                                               | —     | |
| NH 153 | 50,57         | 81,38         | NH 11 à Farmington                                           | NH 16 / NH 113 à Conway                                          | —     | 1,95 miles (3,14 km) de la route se trouvant au Maine                                                          |
| NH 155 | 11,26         | 18,12         | NH 125 à Epping                                              | NH 9 à Dover                                                     | —     | |
| NH 156 | 6,42          | 10,34         | NH 27 / NH 107 à Raymond                                     | NH 152 à Nottingham                                              | —     | |
| NH 171 | 15,19         | 24,45         | NH 109 à Moultonborough                                      | NH 16 à Ossipee                                                  | —     | |
| NH 175 | 25,26         | 40,65         | US 3 / NH 25 à Holderness                                    | US 3 à Woodstock                                                 | —     | |
| NH 236 | 2,59          | 4,17          | NH 108 à Somersworth                                         | SR 9 à la frontière du Maine à Somersworth                       | —     | |
| NH 286 | 2,36          | 3,79          | Route 286 à la frontière du Massachusetts à Seabrook         | NH 1A à Seabrook                                                 | 1971  | |
|        |               |               |                                                              |                                                                  |       | |